# Inbal Rabin-Lieberman
Inbal Rabin-Lieberman (en hébreu : ענבל ליברמן), est une citoyenne israélienne, née le 9 octobre 1997. 
En tant que coordinatrice de sa sécurité, elle a joué un rôle crucial pour le kibboutz Nir Am lors de l'attaque du Hamas contre Israël du 7 octobre 2023. À travers ses actions, ce kibboutz est devenu le seul établissement bordant la bande de Gaza à ne pas subir de pertes israéliennes pendant l'attaque.

## Chronologie des faits
À 25 ans au moment des faits, elle a non seulement alerté les résidents maison par maison, mais également contribué à l'organisation des défenses du kibboutz.
Lors de l'attaque, Inbal Rabin-Lieberman a pris des mesures pour protéger les femmes et les enfants, distribuant des armes aux douze membres de l'équipe de sécurité du kibboutz, dont son oncle, positionnant tout le monde stratégiquement pour tendre une embuscade aux vingt-cinq combattants du Hamas. Ces actions ont contribué à la protection du kibboutz et de ses habitants.

## Reconnaissance
Inbal Lieberman a été reconnue pour son rôle en Israël. Son implication dans ces événements souligne son engagement envers sa communauté, contribuant à sa reconnaissance au niveau national et à une certaine notoriété internationale.